# Winchester
Winchester er en by nær grænsen mellem det sydvestlige og sydøstlige England med  ca. 111.000 (2004) indbyggere. Den er sæde for Winchester kommune og administrativt centrum for Hampshire. Winchester var hovedstad for kongedømmet Wessex og hovedstad for England i det 10. og 11. århundrede.

## Vigtige bygninger
Winchester er bedst kendt for Great Hall, som blev bygget i det 12. århundrede, og som er den eneste bevarede del af Winchester Slot. Great Hall blev genopbygget 1222-1235. Great Hall er bedst kendt for "Kong Arthurs" runde bord, som har hængt der siden 1463. Bordet stammer fra det 14. århundrede og er ikke fra kong Arthurs tid. Men det er af historisk interesse og tiltrækker mange turister. Bordet var umalet, men blev malet for Henrik 8. af England i 1522. Navnene af ridderne af det runde bord står på kanten.
Rundt om Great Hall ligger en rekonstrueret middelalderhave
Af andre vigtige bygninger er Winchester Cathedral, Royal Hampshire County Hospital og Winchester College, en skole grundlagt i 1382 og hjemsted for Englands største sixth form skole, Peter Symonds College. Byen er hjemsted for University of Winchester (tidligere University College Winchester og King Alfred's College), samt Winchester School of Art, som er en del af University of Southampton.
Englands første rum med hammerbjælkeloft er i Cathedral Close ved siden af dekanens have. Den er kendt som The Pilgrims' Hall. For mange rejsende på pilgrimsruten fra Winchester til Canterbury brugte den. Resterne fra dekanens ekstravagante middage blev serveret for pilgrimmene, som også kunne overnatte her. Winchester kommune mener, at den blev opført i 1308.
Winchester havde mange vandmøller, drevet af en lang række kanaler fra Itchen, der gennemskærer Winchesters bymidte. En af møllerne, Winchester City Mill, er  restaureret og maler igen korn ved vandkraft. Ejeren er National Trust for Places of Historic Interest or Natural Beauty.

## Historie
Bosættelser i området går tilbage til før-romersk tid, og der er spor fra Jernalder-bakkefæstninger omkring byen. Under romersk styre var byen, Venta Belgarum, af stor betydning.
Byen var hovedstaden for kongedømmet Wessex siden 519. Selv om den ikke var den eneste hovedstad for Wessex, blev den af Kong Egbert etableret som hovedbyen i hans kongedømme i 827. Den angel-saksiske gadeplan, som blev planlagt af Kong Alfred, er tydelig den dag i dag: en kors-formet gadeplan er lagt over den eksisterende romerske gadeplan (med det kirkelige kvarter i syd-øst, det juridiske kvarter i syd-vest og handelskvarteret i nord-øst). Byen var del af en række fæstningsværker langs Englands sydkyst, grundlagt af kong Alfred for at beskytte hans kongedømme. Den gamle bys omrids er stadig synligt visse steder som en stenmur (tidligere en træbarrikade med voldgrav). Der var fire hovedporte i nord, syd, øst og vest, samt to ekstra, Durngate og King's Gate. Winchester var kongedømmet og senere hele Englands hovedstad et stykke tid efter Normannernes invasion, hvorefter Englands hovedstad blev flyttet til London. En stor brand i 1141 fremrykkede byens nedtur.
William af Wykeham (1320-1404) spillede en vigtig rolle i byens historie. Som Winchesters Biskop var han ansvarlig for størstedelen af katedralens nuværende struktur. Biskoppen grundlagde Winchester College samt New College i Oxford.
I middelalderen var byen et vigtigt centrum for uldhandelen.
Den kendte forfatter Jane Austen døde i Winchester 18. juli 1817 og er begravet i katedralen. Hendes gravsten nævner ikke hendes forfatterskab med et eneste ord. Forfatterskabet omtales på en mindetavle i nærheden.